# Armando Boni
Armando Boni (Castelfranco Emilia, 1886 — 1946) foi um engenheiro italiano radicado em Porto Alegre, no estado brasileiro do Rio Grande do Sul.

## Biografia
Nasceu em uma comuna da região da Emília-Romanha, na província de Módena. Armando Boni estudou nas universidades de Bolonha e Parma.
Em 1910, ele chegou a Porto Alegre. Desenvolveu projetos arquitetônicos, dentre residências e edifícios em Porto Alegre e em outras cidades gaúchas, incluindo projetos e cálculos estruturais de barragens, estradas e grandes reservatórios para tratamento de água e hidrelétricas.
Armando Boni também lecionou na então Escola de Engenharia de Porto Alegre, hoje Escola de Engenharia da Universidade Federal do Rio Grande do Sul, tendo sido o primeiro engenheiro a dedicar-se à utilização de concreto armado na cidade.
Juntamente com suas atividades de engenharia, ele organizou e dirigiu uma fábrica de artefatos de cimento armado, a FERCO, com a colaboração de seus filhos.

## Principais obras
Em Porto Alegre:

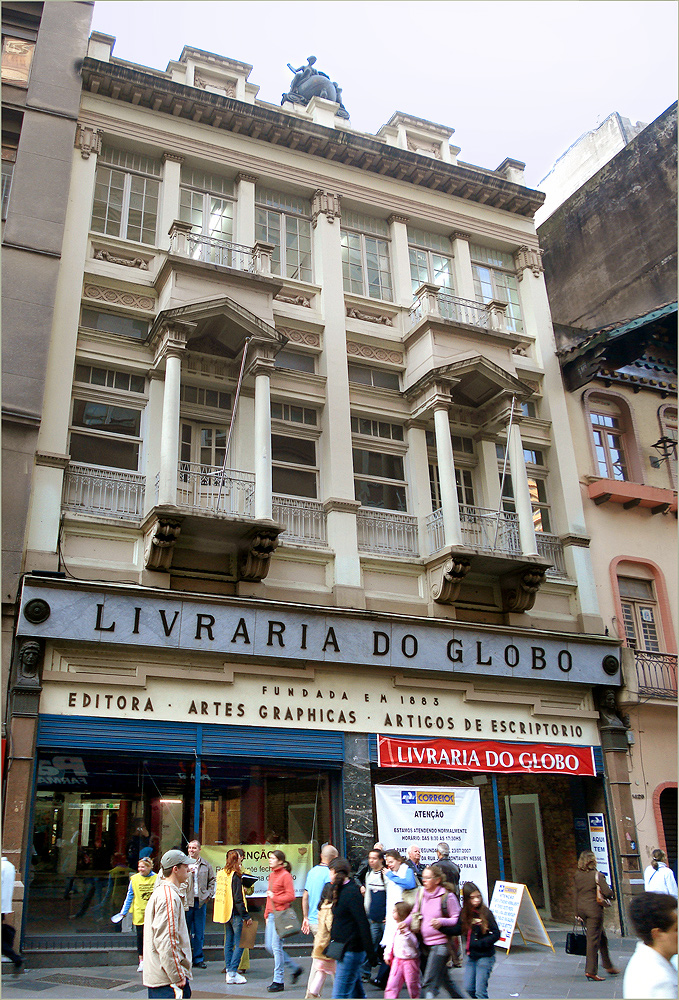
Prédio da Livraria do Globo.

- Concha Acústica do antigo Auditório Araújo Vianna (1926);
- Cemitério São Miguel e Almas;
- Residência da Família Meneghetti, o Palacinho, residência do vice-governador do estado (1930);
- Casa Boni, residência da Família Boni;
- Residência Guido Corbetta (Rua Barão de Santo Angelo);
- Residência Guido Corbetta (Rua Marquês do Pombal, 93);
- Residência Família Sanchez (Rua Marquês do Pombal, esquina Rua Mariland);
- Prédio sede da Livraria do Globo (1924);
- Edifícios do Banco Francês e Italiano;
- Restaurante Leblon (atualmente Ruínas do Poleto), em Belém Novo;

Em outros lugares:
- Usina de Garibaldi;
- Hidrelétrica de Antônio Prado;
- Hidrelétrica em Caxias do Sul;
- Sede do Club Canottieri Duca Degli Abruzzi;
- Grêmio Náutico Tamandaré;
- Sobrado na Rua da República, 139, onde atualmente funciona a Casa Baka (1931);